# Bashkimi Kumanovo
FK Bashkimi Kumanovo war ein mazedonischer Fußballverein aus der Stadt Kumanovo. Die Vereinsfarben sind grün-schwarz.

## Geschichte
Im Jahr 1947 wurde der Verein, der die albanische Minderheit der Stadt repräsentiert, gegründet. Seit dem Jahr 2003 spielt der Verein in der Prva-Liga. In der ersten Spielzeit im Oberhaus gelang ein achter Platz, 2004/05 belegte der Klub den sechsten Platz. Die erfolgreichste Saison der Vereinsgeschichte wurde mit dem Sieg im mazedonischen Pokal gekrönt. Madzari Solidarnost Skopje wurde im Finalspiel mit 2:1 geschlagen, wodurch man berechtigt war, in der Qualifikation des UEFA-Pokals teilzunehmen.
In der 1. Qualifikationsrunde des UEFA-Pokals 05/06 musste Bashkimi gegen den bosnischen Vertreter NK Žepče antreten. Ein 0:0 im Heimspiel, das später wegen des Einsatzes eines nicht spielberechtigten Akteurs auf Seiten von Žepče zu einem 3:0-Sieg erklärt wurde und ein 1:1 im Rückspiel reichten, um in die nächste Runde zu gelangen. In der 2. Qualifikationsrunde wurde Bashkimi vom israelischen Vizemeister Maccabi Petach-Tikva mit 0:5 und 0:6 deklassiert.
Der sechste Platz in der Meisterschaft konnte auch in der folgenden Spielzeit wiederholt werden.
Nur zwei Tage vor der Saison 2008/09 zog sich der Verein aus finanziellen Gründen zurück. Es wurden mehrfach Bemühungen gemacht, mit dem FK Milano zu fusionieren. Die Besitzer beider Klubs wollten aber nur in einem Team investieren. Obwohl Bashkimi eine größere Tradition und Fangemeinde hatte, stand der Klub vor dem Aus. Im Jahre 2011 wurde ein Nachfolgeverein ins Leben gerufen.

## Erfolge
- Mazedonischer Pokal: 2005

## Europapokalbilanz
| Saison  | Wettbewerb | Runde                  | Gegner               | Gesamt | Hin        | Rück    |
| ------- | ---------- | ---------------------- | -------------------- | ------ | ---------- | ------- |
| 2005/06 | UEFA-Pokal | 1. Qualifikationsrunde | NK Žepče             | 4:1    | 03:0 (H) 1 | 1:1 (A) |
| 2005/06 | UEFA-Pokal | 2. Qualifikationsrunde | Maccabi Petach Tikwa | 00:11  | 0:5 (H)    | 0:6 (A) |

Gesamtbilanz: 4 Spiele, 1 Sieg, 1 Unentschieden, 2 Niederlagen, 4:12 Tore (Tordifferenz −8)